# Pomaderris brogoensis
Pomaderris brogoensis är en brakvedsväxtart som beskrevs av Neville Grant Walsh. Pomaderris brogoensis ingår i släktet Pomaderris och familjen brakvedsväxter. Inga underarter finns listade i Catalogue of Life.